# أليخاندرو أمايا
أليخاندرو أمايا (بالإسبانية: Alejandro Amaya)‏ هو ماتادور مكسيكي، ولد في 2 أغسطس 1977 في تيخوانا في المكسيك.